# خرواسیو دفر
خرواسیو دفر (به انگلیسی: Gervasio Deferr) ژیمناست زادهٔ ۷ نوامبر ۱۹۸۰ ‏(۴۴ سال) میلادی اهل کشور اسپانیا است.